# Рэй, Исса
Джо-И́сса «И́сса» Рэй Дио́п (англ. Jo-Issa «Issa» Rae Diop, род. 12 января 1985, Лос-Анджелес, Калифорния, США) — американская актриса, сценаристка, продюсер и режиссёр. Первоначальную известность Рэй принесло созданное ей веб-шоу «Приключения неуклюжей чернокожей девушки» (2011—13). Вскоре она переместилась на телевидение, создав телесериал «Белая ворона» на HBO. За свою роль в шоу Рэй получила две номинации на премию «Золотой глобус» в категории «Лучшая женская роль в телевизионном сериале — комедия или мюзикл», а также номинацию на премию «Эмми» за лучшую женскую роль в комедийном телесериале. Следующей её работой стал сериал «Настоящий рэп» (2022) для сервиса HBO Max.
Начиная с 2011 года, Рэй развивает свой YouTube-канал, который включает в себя короткометражные фильмы, веб-сериалы и прочий контент, созданный цветными людьми.

## Биография
Рэй родилась в Лос-Анджелесе, штат Калифорния. Её отец, доктор Абдулайе Диоп, — педиатр из Сенегала, а её мать, Делайна Хэйуорд-Диоп, — учительница из штата Луизиана. У Рэй есть четверо братьев и сестёр. В детстве она некоторое время с семьёй жила в Дакаре, Сенегал. Её отец управляет собственной медицинской практикой в Инглвуде, Калифорния.
Рэй выросла в Потомаке, штат Мэриленд, и в шестом классе с семьёй переехала в Вью-Парк-Виндзор-Хиллс, что в пригороде Лос-Анджелеса. Она окончила старшую школу медицины и науки имени Кинга и Дрю, где изучала актёрское мастерство. Её родители развелись, когда она была в старшей школе.
В 2007 году Рэй окончила Стэнфордский университет по специальности «Африканские и афроамериканские исследования». Будучи студенткой, она снимала музыкальные видео, писала и режиссировала пьесы, а также ради забавы создала реалити-шоу «Дневники общежития». Во время обучения в Стэнфорде Рэй встретила Трейси Оливер, которая позже помогла с продюсированием «Неуклюжей чёрной девушки», а также исполнила в сериале роль Нины.
После колледжа Рэй получила театральную стипендию в Публичном театре в Нью-Йорке. Оливер и Рэй начали вместе брать уроки в Нью-Йоркской академии киноискусства. Рэй подрабатывала на случайных работах, одновременно с этим решая о поступлении в школу бизнеса или школу права, однако в конечном итоге отказалась от обеих идей, начав работу над «Неуклюжей чёрной девушкой».
Её имя, Джо-Исса, является комбинацией имён ей бабушек — Джойс и Иссу. Своё второе имя, Рэй, она получила в честь тёти.
Рэй вышла замуж за своего давнего партнёра Луи Диаме, сенегальского бизнесмена. Церемония состоялась во Франции в июле 2021 года. Рэй впервые публично надела своё обручальное кольцо на обложке апрельского номера журнала Essence за 2019 год.

## Фильмография
| Год       |    | Русское название                         | Оригинальное название               | Роль                     |
| --------- | -- | ---------------------------------------- | ----------------------------------- | ------------------------ |
| 2012—2013 | с  | Приключения неуклюжей чернокожей девушки | Awkward Black Girl                  | Джей                     |
| 2016—2021 | с  | Белая ворона                             | Insecure                            | Исса Ди                  |
| 2018      | ф  | Чужая ненависть                          | The Hate U Give                     | Эйприл Офра              |
| 2019      | ф  | Мелкая                                   | Little                              | Эйприл Уильямс           |
| 2019      | мф | Любовь к волосам                         | Hair Love                           | мама Зури                |
| 2020      | ф  | Фотография                               | The Photograph                      | Мэй Мортон               |
| 2020      | ф  | Сладкая парочка                          | The Lovebirds                       | Лейлани                  |
| 2020      | ф  | Элиты побережья                          | Coastal Elites                      | Келли Джозефсон          |
| 2020      | с  | Чёрное совершенство                      | #blackAF                            | играет себя              |
| 2022      | ф  | Месть                                    | Vengeance                           | Элоиза                   |
| 2022      | с  | Пронзительно громко                      | Roar                                | Ванда Шепард             |
| 2023      | ф  | Барби                                    | Barbie                              | президент Барби          |
| 2023      | ф  | Американское чтиво                       | American Fiction                    | Синтара Голден           |
| 2023      | мф | Человек-паук: Паутина вселенных          | Spider-Man: Across the Spider-Verse | Джесс Дрю / Женщина-паук |
| 2025      | с  | Чёрное зеркало                           | Black Mirror                        | Брэнди                   |

### Видеоклипы
- 2013 — Pharrell Williams — «Happy»
- 2017 — Jay-Z — «Moonlight»
- 2017 — Aminé — «Spice Girl»
- 2018 — Drake — «Nice for What»
- 2019 — TeaMarrr — «Kinda Love»
- 2020 — D Smoke and SiR — «Lights On»
- 2020 — Pharrell Williams and Jay-Z — «Entrepreneur»